# Ментухотеп IV
Ментухотеп IV је био последњи египатски фараон из Једанаесте династије. Њему се често приписује седмогодишњи период Торинског канона у коме се не спомиње ниједан краљ, а из неколико натписа у Вади Хамамату се зна да је слао експедиције на Црвено море како би у каменоломима скупљао грађу за краљевске споменике. 
Упркос томе што је опскуран (не спомиње се у службеном попису краљева у Абидосу), натписи показују да организацију и састав велике експедиције. Вођа експедиције за Вади Хамамат-датиране у 2. годину краљеве владавине-је био његов везир по имену Аменемхат, за кога се често претпоставља да је будући краљ Аменемхет I, односно први краљ 12. династије и Ментухотепов непосредни наследник. 
За Аменемхета већина египтолога претпоставља да је или узурпирао престо или је преузео власт након што је Ментухотеп IV умро без деце. Тренутно нема археолошких и других доказа који би потврдили да је Ментухотеп свргнут од свог везира, односно да је одредио Аменемхета за свог наследника. 